# (27764) von Flüe
27764 von Flue (1991 RV40) – planetoida z grupy pasa głównego asteroid okrążająca Słońce w ciągu 4,98 lat w średniej odległości 2,91 j.a. Odkryta 10 września 1991 roku.